# Liste der Monuments historiques in Luzy-sur-Marne
Die Liste der Monuments historiques in Luzy-sur-Marne führt die Monuments historiques in der französischen Gemeinde Luzy-sur-Marne auf.

## Liste der Immobilien
| Bezeichnung   | Beschreibung            | Standort          | Kennzeichnung | Schutzstatus | Datum | Bild           |
| ------------- | ----------------------- | ----------------- | ------------- | ------------ | ----- | -------------- |
| Kirche St-Gal | aus dem 13. Jahrhundert | Grande Rue (Lage) | PA00079141    | Classé       | 1909  | weitere Bilder |

## Liste der Objekte
| Bezeichnung                             | Beschreibung                                                     | Standort                    | Kennzeichnung | Schutzstatus | Datum | Bild |
| --------------------------------------- | ---------------------------------------------------------------- | --------------------------- | ------------- | ------------ | ----- | ---- |
| Gemälde Jaël tötet Sisera               | Ölfarbe auf Leinwand, 18. Jahrhundert, Jean Tassel zugeschrieben | in der Kirche St-Gal (Lage) | PM52000475    | Classé       | 1973  |      |
| Chorgestühl                             | Holz, 18. Jahrhundert                                            | in der Kirche St-Gal (Lage) | PM52000473    | Classé       | 1965  |      |
| Skulptur Madonna mit Kind               | Marmor, Anfang des 15. Jahrhunderts                              | in der Kirche St-Gal (Lage) | PM52000472    | Classé       | 1908  |      |
| Epitaph für Louis Greslot               | Stein, bezeichnet 1661                                           | in der Kirche St-Gal (Lage) | PM52000474    | Classé       | 1972  |      |
| Reliquienbüste Heiliger Evrard von Sens | Holz, farbig gefasst und vergoldet                               | in der Kirche St-Gal (Lage) | PM52001919    | Inscrit      | 2007  |      |